# Яжберень
Я́жберень — село в Україні, в Народицькій селищній територіальній громаді Коростенського району Житомирської області. Населення становить 222 осіб.